# Schizocosa yurae
Schizocosa yurae är en spindelart som först beskrevs av Embrik Strand 1908.  Schizocosa yurae ingår i släktet Schizocosa och familjen vargspindlar.
Artens utbredningsområde är Peru. Inga underarter finns listade i Catalogue of Life.